# Corno (segno diacritico)
Il corno (Vietnamita dấu móc) è un segno diacritico attaccato alla parte superiore destra delle lettere o e u nell'alfabeto vietnamita per le vocali non arrotate ơ e ư, varianti non arrotondate della vocale rappresentata dalla lettera originaria. In vietnamita è raramente considerato un segno diacritico separato; invece, i caratteri ơ e ư sono considerati distinti rispetto a o e u.
Le codifiche in HTML per le lettere con il corno sono:
| Maiuscolo | Maiuscolo | Minuscolo | Minuscolo |
| Lettera   | HTML      | Lettera   | HTML      |
| --------- | --------- | --------- | --------- |
| Ơ         | &#416;    | ơ         | &#417;    |
| Ư         | &#431;    | ư         | &#432;    |